# شعار ماكاو
بدأ استخدام الشعار الإقليمي لمنطقة ماكاو الإدارية الخاصة التابعة لجمهورية الصين الشعبية (بالإنجليزية: Emblem of Macau) (الصينية: 澳門特別行政區區徽) في 20 ديسمبر 1999، عندما تم تسليم سيادة ماكاو من جمهورية البرتغال إلى جمهورية الصين الشعبية. يُشار إلى الشعار الآن بشكل رسمي باسم "الشعار الإقليمي" (區徽 ).

## الوصف
يتضمن الشعار نفس عناصر التصميم الموجودة في علم ماكاو في إطار دائري. تظهر الحلقة البيضاء الخارجية مع تسمية توضيحية للاسم الرسمي للمنطقة باللغة الصينية التقليدية :中華人民共和國澳門特別行政區(منطقة ماكاو الإدارية الخاصة لجمهورية الصين الشعبية) والشكل المختصر البرتغالي: " Macau " ".

## تاريخه
كان شعار النبالة الذي تستخدمه البرتغال يتبع الأنماط الأوروبية التقليدية. تم استخدام شعار النبالة الأول في ماكاو حتى نهاية القرن التاسع عشر. ويتميز بشعارات البرتغال المحاطة بمقولة Cidade do nome de Deus, não há outra mais Leal ( الكلمة البرتغالية تعني "مدينة اسم الله، لا يوجد من هو أكثر ولاءً منها").
عام 1935 حصلت معظم المستعمرات البرتغالية على شعارات نبالة تتبع نمط تصميم قياسي.  بالنسبة لماكاو، تم استخدام التنين كجزء من الدرع يتميز بتصميم فريد لكل مستعمرة. كان آخر شعار نبالة لماكاو في حقبة الاستعمار، والذي استخدم حتى عام 1999، والذي يظهر هنا في أبسط صوره، يستخدم في الأوراق النقدية والعملات المعدنية والطوابع والوثائق الرسمية ويظهر أيضًا في واجهة "Banco Nacional Ultramarino" في لشبونة.

### الشعارات السابقة

أول شعار النبالة
شعار النبالة الثاني
شعار النبالة البسيط (1935–1999)
شعار النبالة (1935–1951)
شعار النبالة (1951–1976)
شعار النبالة (1976–1999)
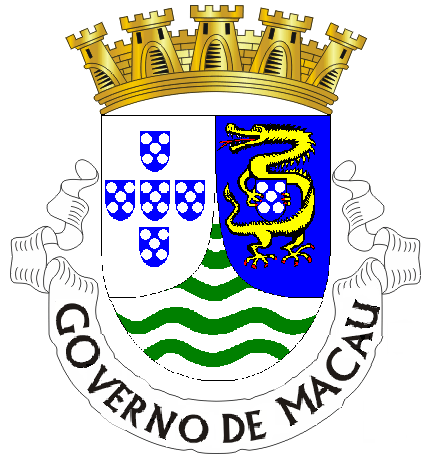
شعار النبالة المبسط (1976–1999)

## روابط خارجية
- القانون رقم 6/1999 بشأن استخدام وحماية Bandeira وشعار المنطقة
- اللائحة الإدارية رقم 5/2019، أحكام محددة تتعلق باستخدام العصابات والشعارات الوطنية والإقليمية وتنفيذ الآلات الموسيقية والصوتية لهينو ناسيونال
- تصاميم شعار النبالة الاستعماري لماكاو في عام 1934 رموز المرجع: MO/AH/AC/SA/01/14775